# Celloverse
 (février 2015).
Si vous disposez d'ouvrages ou d'articles de référence ou si vous connaissez des sites web de qualité traitant du thème abordé ici, merci de compléter l'article en donnant les références utiles à sa vérifiabilité et en les liant à la section « Notes et références ».
Albums de 2Cellos
In2ition
(2012)
Celloverse est le troisième album studio par le duo de violoncellistes croates, 2Cellos. Il est sorti en Australie le 9 janvier 2015, au Japon le 21 janvier 2015 et en Angleterre le 9 février 2015.

## Listes des morceaux
| 1.    | The Trooper                        | Steve Harris                    | 4:34 |
| 2.    | I Will Wait                        | Marcus Mumford                  | 4:07 |
| 3.    | Thunderstruck (Intro)              | Luka Šulić, Stjepan Hauser      | 0:32 |
| 4.    | Thunderstruck                      | Angus Young, Malcolm Young      | 3:42 |
| 5.    | Hysteria                           | Muse                            | 2:35 |
| 6.    | Shape of My Heart                  | Sting                           | 4:36 |
| 7.    | Mombasa                            | Hans Zimmer                     | 3:37 |
| 8.    | Time                               | Hans Zimmer                     | 4:18 |
| 9.    | Wake Me Up! (chanson d'Avicii)     | Avicii                          | 4:09 |
| 10.   | They Don't Care About Us           | Michael Jackson                 | 3:25 |
| 11.   | Live and Let Die (feat. Lang Lang) | Paul McCartney, Linda McCartney | 2:59 |
| 12.   | Street Spirit (Fade Out)           | Radiohead                       | 4:40 |
| 13.   | Celloverse                         | Luka Šulić, Stjepan Hauser      | 4:21 |
| 47:53 |                                    |                                 |      |